# Balma de Na Cristiana
La Balma de Na Cristiana est un dolmen situé dans le département français des Pyrénées-Orientales.

## Toponymie
Balma est un toponyme d'origine celte souvent utilisé en Catalogne et dans le Sud de la France pour désigner des grottes ou des lieux proches de grottes, mais aussi parfois pour des dolmens (Balma del Moro à Laroque-des-Albères). Le mot est passé en catalan et signifie « grotte peu profonde » ou « abri sous roche ». Le mot catalan Na vient du latin Domina, « Dame ». Il s'agit d'un article destiné à marquer la politesse ou le respect et placé devant le prénom d'une personne de sexe féminin. Cristiana (ou Crestiana) signifie « chrétienne ». Selon Jacques Freixe, la dénommée Cristiana était une ancienne propriétaire du terrain où se situe le dolmen. Comme souvent dans la région, le nom de ce dolmen est probablement tiré d'une légende concernant la personne supposément inhumée à cet endroit. « Cristiana » pourrait être une christianisation de la légende.

## Situation
Le dolmen de Na Cristiana est situé sur le flanc sud du puig de Sant Cristau, à 650 m d'altitude, sur un petit replat d'une ligne de crête, au pied d'un chaos rocheux, non loin du col du Perthus, dans l'Ouest du massif des Albères,.

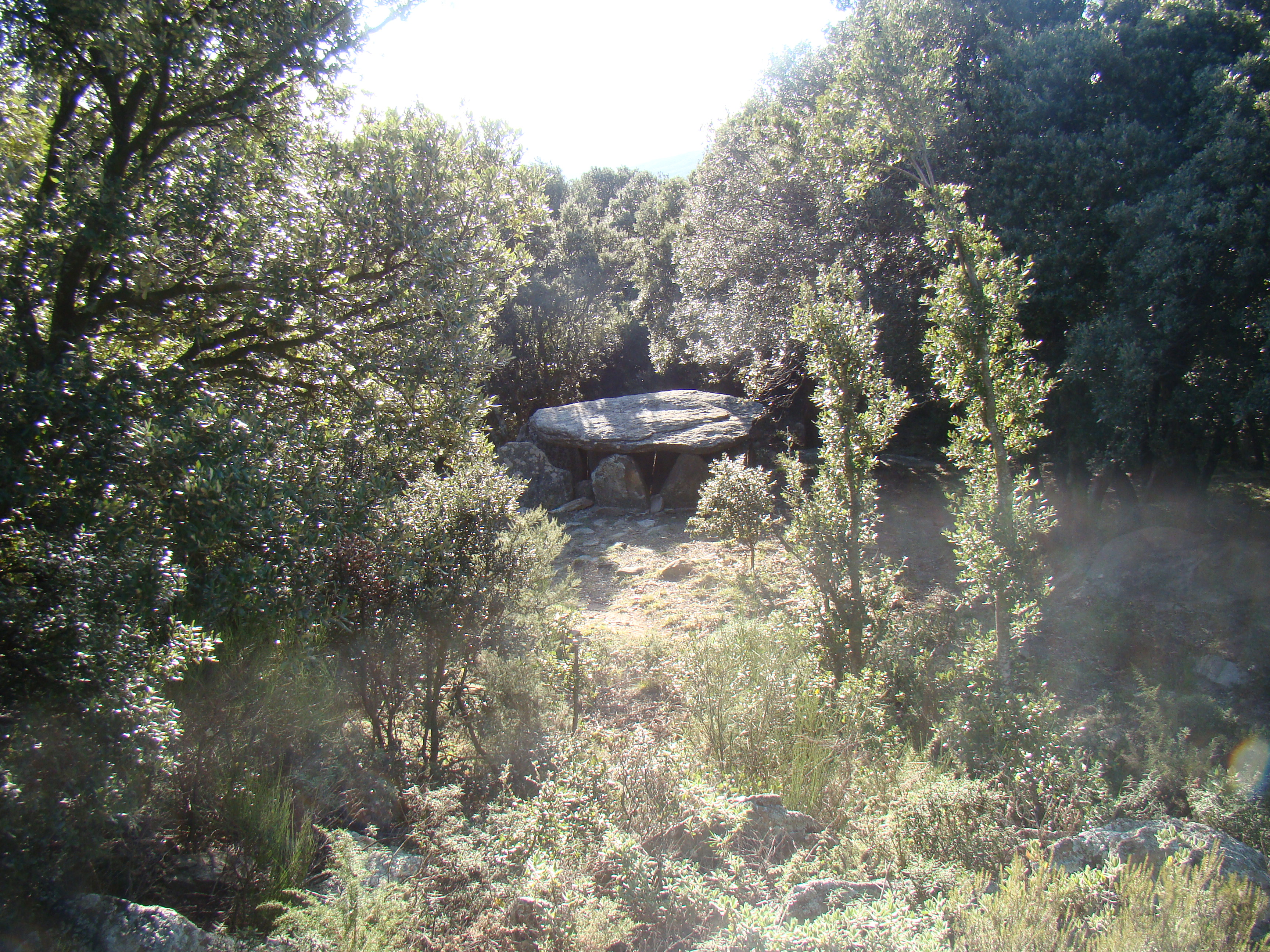
Le dolmen dans son environnement.
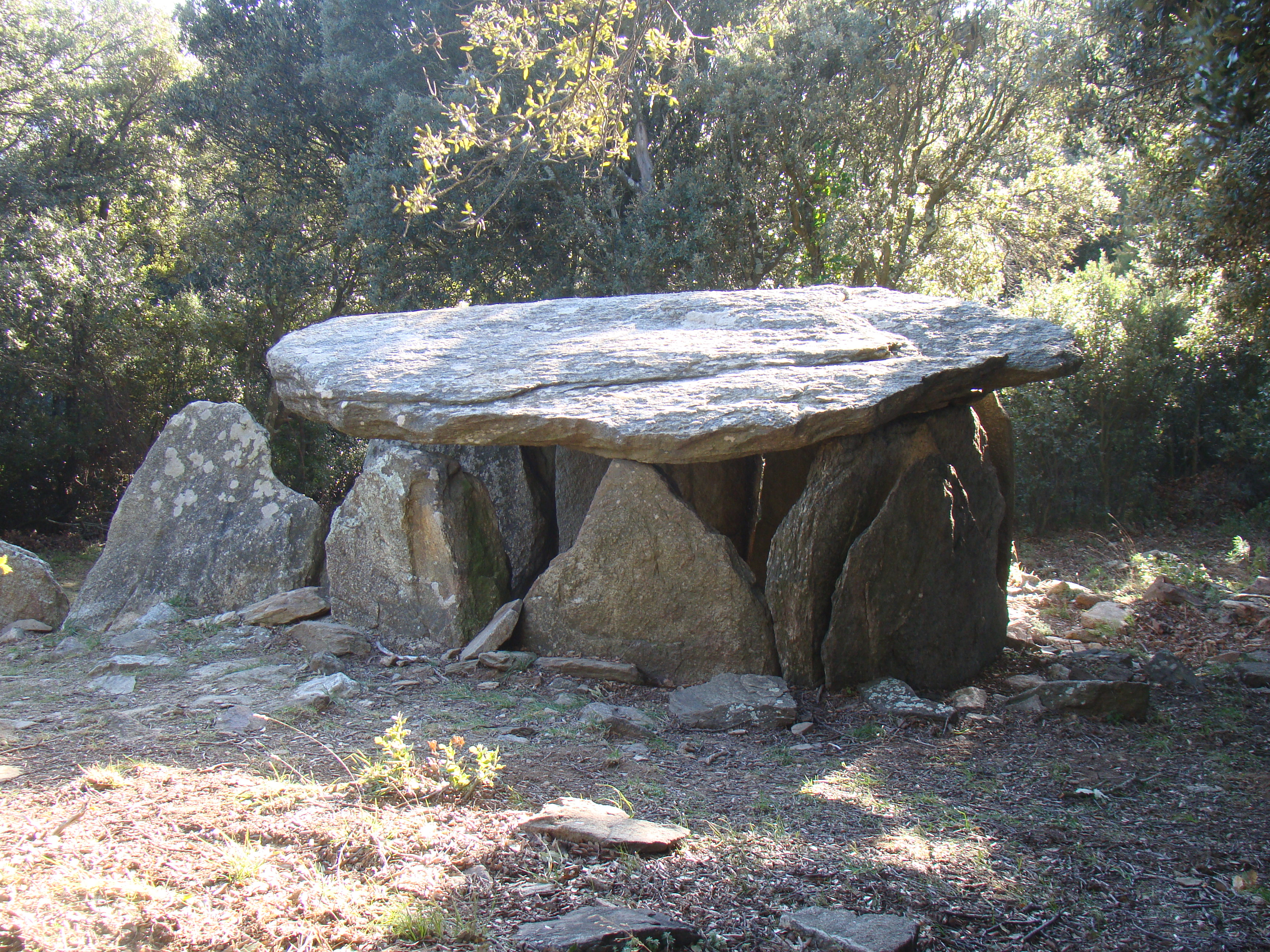
Le dolmen vu du nord. Sur la droite, la dalle de chevet, fendue.
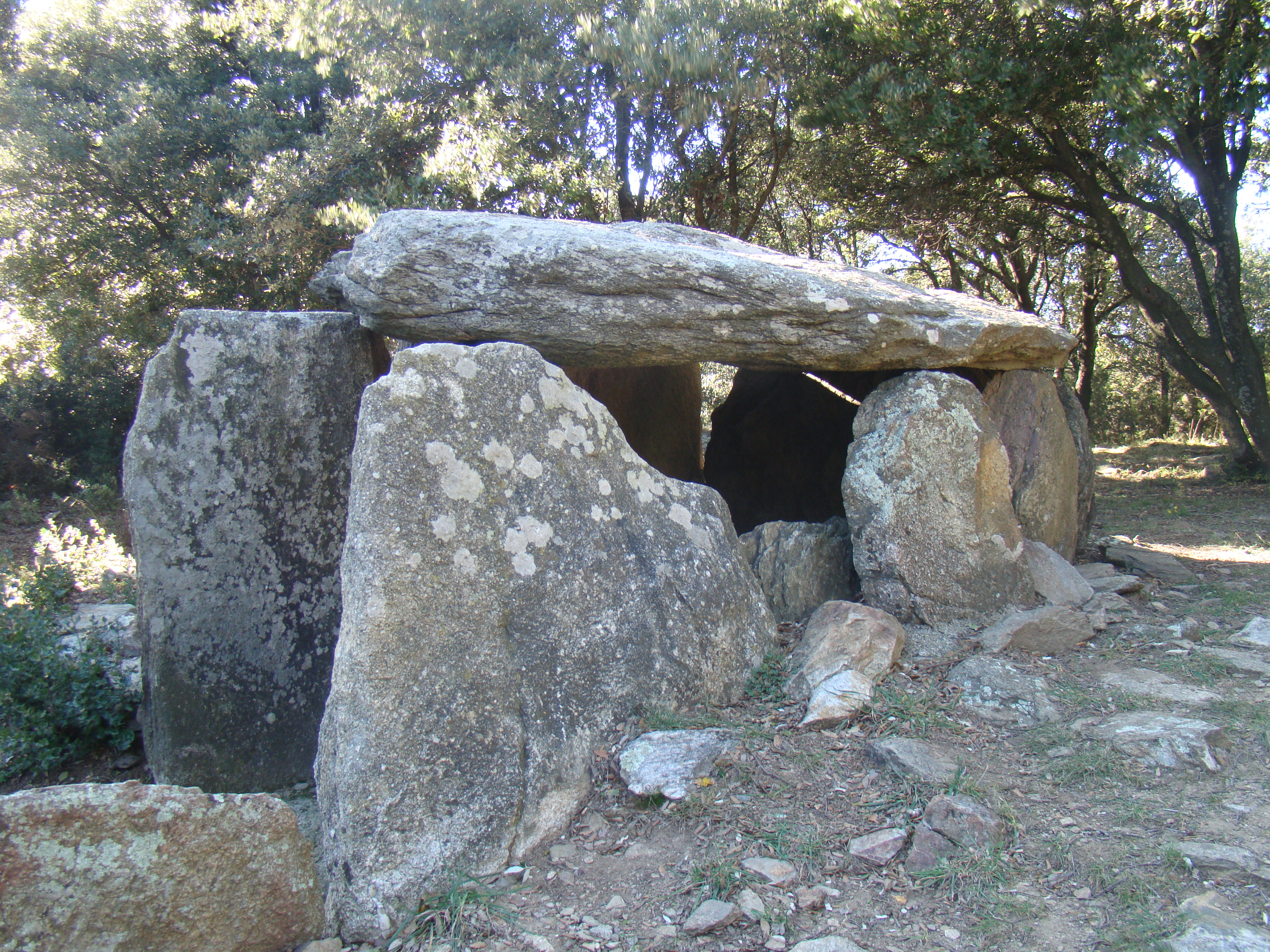
Vue de l'est.
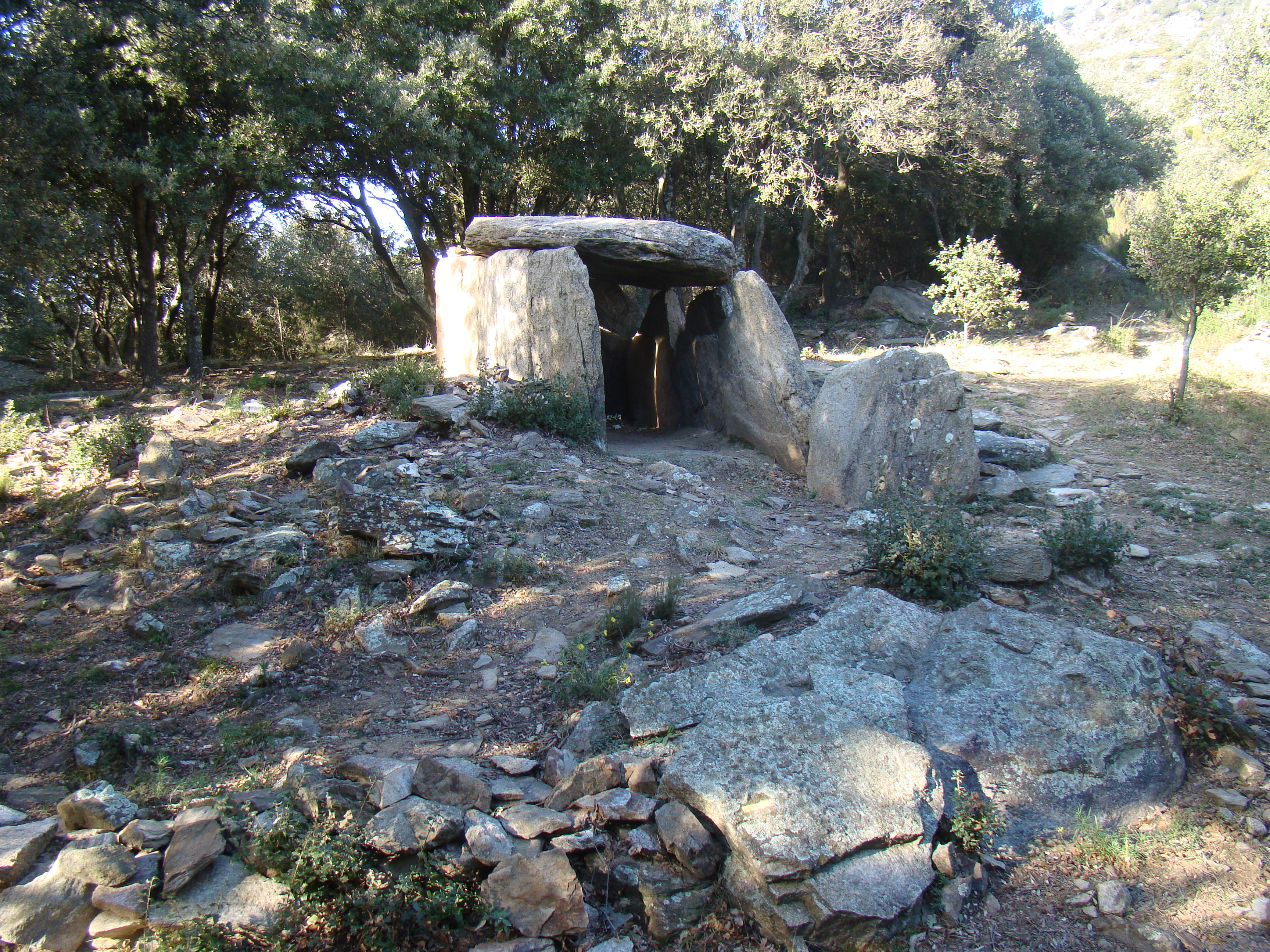
Vue du dolmen et de son tumulus depuis le sud.
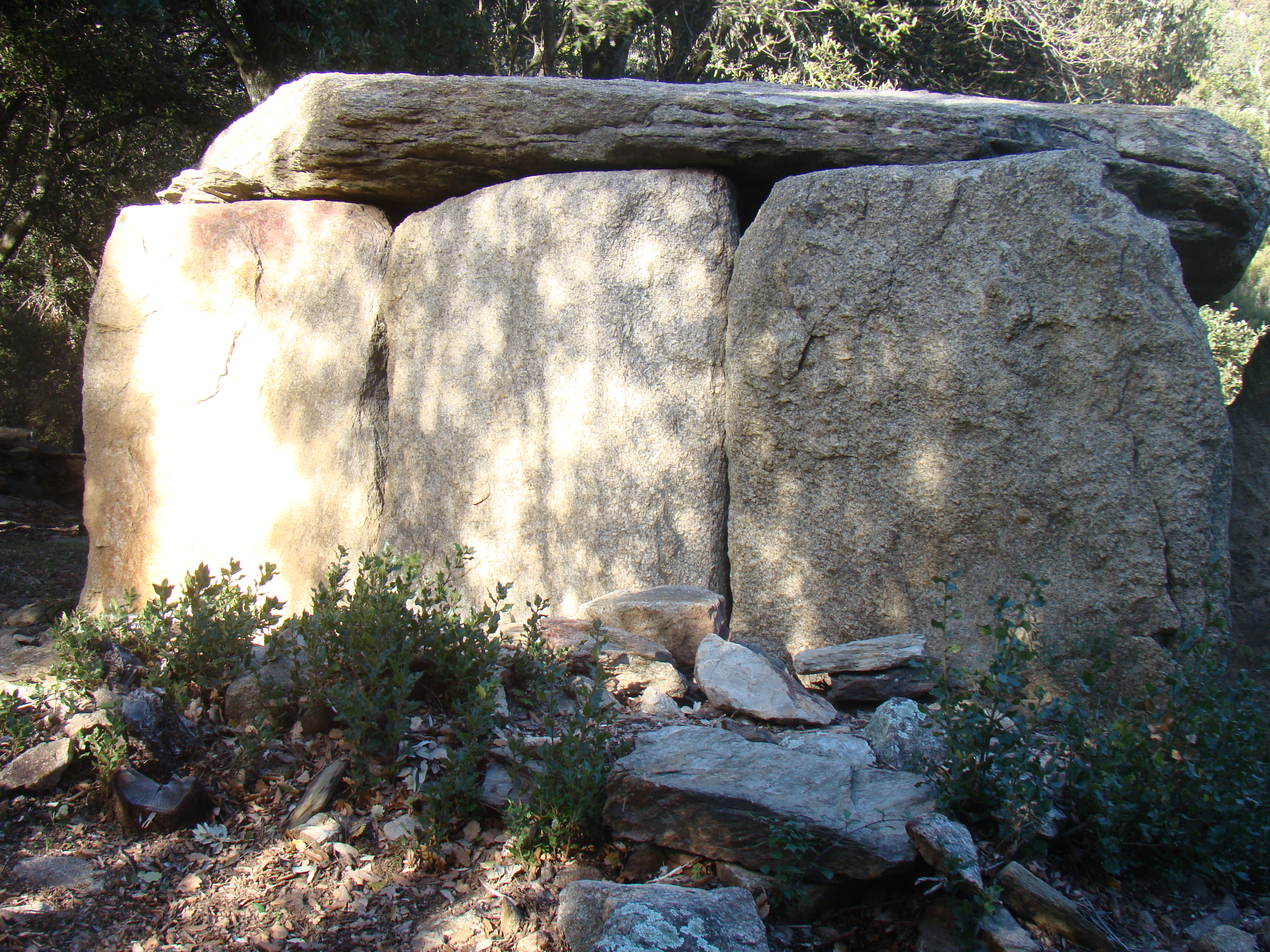
Face ouest du dolmen. Les dalles sont en bon état.

## Historique
Le dolmen a été endommagé peut-être au XIIIe siècle  sans doute volontairement. Il a servi d'abri à de nombreuses époques.
Le 27 février 1847, Prosper Mérimée donne lecture, devant le Comité historique des arts et monuments, à Paris, d'une lettre écrite par François Jaubert de Passa qui  est fait un bilan des anciens monuments païens des Pyrénées-Orientales et mentionne « un dolmen très-dégradé, appelé roc de la Christiana ». Paul Pallary est le premier à mentionner explicitement le dolmen en 1887.  En 1903, Jacques Freixe donne une description du monument qui est alors en très mauvais état : les deux dalles adjacentes à la dalle de chevet sont manquantes, la dalle la plus à l'est est renversée et la dalle de couverture n'est plus en position horizontale. Dans sa description, Freixe confond l'espace laissé au sud par la dalle déplacée avec une ouverture du dolmen. Il fouille l'édifice, sans résultat connu, et il en attribue la construction aux Sardones (ancêtres des Volques Tectosages). 
Jean Abélanet explore le dolmen en 1964, puis le fouille en 1970. En septembre 1988, le dolmen est à nouveau fouillé, puis restauré. 

Schéma du dolmen vu depuis l'entrée.

Schéma de la face gauche du dolmen.
Dalle en place.
Dalle replacée lors de la restauration.
Cale ajoutée lors de la restauration.

## Description
La Balma de Na Cristiana est un dolmen à couloir, c'est l'un des monuments mégalithiques les plus imposant du Roussillon. Le dolmen ouvre au sud-est. La chambre mesure 4 m sur 2 m. La dalle de chevet (1,90 m de long sur 1,60 m de haut) s'est fendue dans le sens de la longueur, probablement sous le poids de la dalle de couverture ( 3,50 m de long sur 2,30 m de large et 0,35 m d'épaisseur en moyenne). Outre la dalle de chevet, la chambre est délimitée par trois orthostates de chaque côté. La grande dalle (1,90 m de long sur 1 m) visible dans le prolongement du côté nord-est n'est visiblement pas en place et sa fonction demeure inconnue. Lors de la restauration en 1988, une grande dalle rectangulaire, similaire à celles ayant servi à la construction du dolmen, a été découverte à environ 15 m du monument. On ignore si cette situation résulte du démantèlement du dolmen au Moyen Âge ou d'un abandon par les bâtisseurs néolithiques en cours de construction. Toutes les dalles sont en granite à grain fin, elles ont été extraites des affleurements voisins sur la pente du Puig Sant Cristau et régularisées par martelage. La structure et les dimensions du tumulus demeurent inconnues.
Lors de la restauration, une dalle de béton a été coulée sur le sol de la chambre afin de décourager toutes nouvelles fouilles clandestines.

## Matériel archéologique
Freixe n'a trouvé aucun ossement lors de ses fouilles et il en déduit que le dolmen n'a pas servi de sépulture. Le sondage de 1964 avait montré qu'il ne restait aucune couche archéologique en place, en dehors que quelques tessons préhistoriques seuls des débris de céramiques romaines, médiévales et modernes furent alors retrouvés. Les fouilles de 1988 permettent de recueillir un seul petit galet de quartz dont il n'est pas certain qu'il ait été taillé intentionnellement et quelques tessons de poterie modelée, dont deux sont décorés d'un cordon lisse, attribués à la culture vérazienne. 
Lors des fouilles, les propriétaires du terrain découvrent près de la dalle nord un petit trésor monétaire composé de trois pièces de monnaie espagnoles en argent de cinq pesetas (deux datées de 1870 et une, datée de 1875, montrant le portrait du roi d'Espagne Alphonse XII) et d'une médaille commémorant la bataille de Camerone.

#### Sources anciennes
- Paul Pallary, « Les dolmens du Puig-Noulous », Matériaux pour l'histoire primitive et naturelle de l'homme, Toulouse,‎ novembre 1887, p. 440-442 (lire en ligne)
- Jacques Freixe, « Les premiers habitants du Roussillon et la Balma de Na Christiana », Revue d'Histoire et d'Archéologie du Roussillon, no IV,‎ 1903, p. 115-122, 131-146 et 191-197
- M. D., « Revue d'Histoire et d'Archéologie du Roussillon, 1903 », Annales du midi, Toulouse, Édouard Privat, no 16,‎ 1904, p. 273 (lire en ligne)

#### Sources récentes
- Jean Abélanet, « Restauration du dolmen dit Balma de Na Cristiana (L'Albère) », Bulletin de l'Association Archéologique des Pyrénées-Orientales, no 8,‎ 1993a, p. 75 à 78
- Jean Abélanet, « L'Albère. Dolmen de Na Cristiana », Bilan Scientifique Régional Languedoc-Roussillon,‎ 1993b, p. 141
- Jean Abélanet, « Restauration du dolmen dit Balma de Na Cristiana (L'Albère) », Cahiers de la Rome, no 9,‎ 2000, p. 18 à 24 (ISSN 1248-1793)
- Jean Abélanet, Itinéraires mégalithiques : dolmens et rites funéraires en Roussillon et Pyrénées nord-catalanes, Canet, Trabucaire, 2011, 350 p. (ISBN 9782849741245)
- Lluís Basseda, Toponymie historique de Catalunya Nord, t. 1, Prades, Revista Terra Nostra, 1990, 796 p.
- (ca) Enric Carreras Vigorós et Josep Tarrús Galter, « 181 anys de recerca megalítica a la Catalunya Nord (1832-2012) », Annals de l'Institut d'Estudis Gironins, no 54,‎ 2013, p. 31-184 (lire en ligne)
- Marie Larroumet, Mythe et images de la Légion étrangère, L'Harmattan, coll. « Histoire de la défense », 2004, 310 p. (ISBN 978-2-296-37574-1, présentation en ligne)
- (ca) Josep Tarrús i Galter, Poblats, dòlmens i menhirs : Els grups megalitics de l'Albera, serra de Rodes i cap de Creus, Diputacio de Girona, 2002 (ISBN 84-95187-34-5)